# Ибн Марван
Ибн Марван (Абд аль-Рахман ибн Марван ибн Юнус, известный также как Ибн аль-Джилликвей или «Сын Галисии»; умер ок. 889 года) — муваллад-суфий, семья которого переехала из северной Португалии и поселилась близ Мериды.
В 868 году поднял восстание мувалладов и мосарабов против эмира Кордовы Мухаммада I. По итогам войны Ибн Марван получил во владение замок Бадахос.
Узнав о вторжении сил эмирата, он бежал на север в замок Каркар (близ Ламегу, Португалия). Впоследствии Ибн Марван заключил союз с королём Астурии Альфонсо III, который послал подкрепление, и объединённая армия разгромила войска эмирата. Вернувшись в Бадахос, он присоединил к своим владениям запад Аль-Андалуса.
В 876—877 годах построил крепость Марван в Португалии, в местности, с X века известном как Амайя де Ибн Маруан или Форталеза-де-Амайя.
Его сын Марван ибн Абд ар-Рахман и его потомки (Марваниды) правили до 928 года, когда Абд ар-Рахман III провозгласил себя халифом. После распада Кордовского халифата в XI веке династия Афтасидов воссоздали независимый эмират в Бадахосе.